# 台湾虎尾草
台湾虎尾草（学名：Chloris formosana）为禾本科虎尾草下的一个种。其种加词“formosana”意为“台湾的”。